# 广州白云山制药
广州白云山制药股份有限公司（上交所：600332，简称：白云山；上市前身深交所除牌前：000522，简称：白云山A）是位于广州市的一间制药公司。

## 历史
1992年11月在原广州白云山企业集团有限公司属下五家制药厂的基础上改组成立的股份有限公司，1993年11月8日在深圳证券交易所A股上市。2000年11月原控股股东由广州医药集团有限公司托管、重组，次年7月2日广药集团成为第一大股东，2006年4月17日进行股权分置改革。

## 并入广州药业
广州药业换股吸收合并白云山、发行股份购买资产暨关联交易方案于2012年12月1日经证监会上市公司并购重组审核委员会审核并获得无条件通过。
根据此前的议案，广州药业和白云山换股价格分别为12.1元/股和11.5元/股，确定白云山和广州药业的换股比例为1：0.95。此次交易完成后，白云山全部资产、负债、权益、业务和人员将并入广州药业。